# Giornata internazionale della pace

La Giornata internazionale della pace viene celebrata il 21 settembre di ogni anno.
È stata istituita il 30 novembre 1981 dall'Assemblea Generale delle Nazioni Unite tramite la risoluzione 36/67.
L'Assemblea dichiarò che il Giorno sarebbe stato osservato, il terzo giovedì di settembre ogni anno, come un giorno di pace e di non-violenza, e volse un invito a tutte le nazioni e persone a cessare le ostilità durante il giorno. La risoluzione invitava tutti gli stati membri, organizzazioni del sistema delle Nazioni Unite, organizzazioni regionali e non governative ed individui a commemorare il giorno in maniera appropriata, sia attraverso l'educazione e la consapevolezza pubblica, sia nella cooperazione con le Nazioni Unite per la pace globale.
Dopo una campagna di Jeremy Gilley e della organizzazione Peace One Day, 7 settembre del 2001 l'Assemblea Generale delle Nazioni Unite approvò la risoluzione 55/282 tramite la quale dichiara che, a partire dal 2002, la Giornata Internazionale della Pace sarà celebrata il 21 settembre di ogni anno, e questo sarebbe diventato il giorno del Cessate il fuoco.
Nel 2005 si tenne una cerimonia al "Peace Bell" alle Nazioni Unite a New York.
L'osservanza della giornata mondiale per la pace sta cominciando ad essere sempre più diffusa, soprattutto nelle scuole con attività volte alla Pace.
L'11 ed il 21 settembre 2003, il network MyPacis.com ha ospitato un "Blog carnival for peace". Lo scopo di questo blog è di simulare discussioni e trovare risposte per realizzare la vera pace nel mondo.